# Godemarci
Godemarci – wieś w Słowenii, w gminie Ljutomer. W 2018 roku liczyła 89 mieszkańców.